# Jagodne (gmina Łuków)
Jagodne – nieistniejąca już wieś na terenie obecnej gminy Łuków, a dawnej gminy Dąbie, w powiecie łukowskim, w województwie lubelskim.
Wieś położona była pośród Lasów Łukowskich, wzdłuż drogi Domanice – Żdżary, około 5,8 km na południe od Domanic. Wieś należała do parafii w Domanicach.
Jagodne jest w zestawieniu PRNG jako inny obiekt fizjograficzny, poligon.
W rejestrze poborów z miast i wsi królewskich województwa lubelskiego z 1580 odnotowano, iż od wsi Jagodne oraz Ługowa Wola odprowadzono pobór z 4 włók.
Wieś królewska w dzierżawie gręzowskiej w ziemi łukowskiej województwa lubelskiego w 1786 roku. W 1827 we wsi znajdowało się 22 domy.
W 1888 we wsi znajdowało się 40 gospodarstw, kuźnia, szkółka, opuszczona karczma oraz dwie gajówki (na północnym i południowym krańcu).
W 1916 w Jagodnem została założona publiczna szkoła powszechna, nie miała jednak siedziby – co roku lekcje były prowadzone w innej chałupie wiejskiej. W 1924 z inicjatywy nauczyciela Juliana Jerzyka powołany został komitet budowy szkoły. Dzięki opodatkowaniu mieszkańców oraz przy nakładzie ich własnej pracy, a także finansowaniu ze środków udzielonych przez Spółdzielnię Budowy Szkół Powszechnych w Łukowie oraz Wydział Powiatowy Sejmiku w Łukowie do roku 1928 powstał nowy budynek szkoły.
Podczas kampanii wrześniowej 14 września 1939 na skraju lasu pod Jagodnem i Warkoczem kompanie 6 i 8 1 pp Leg. z 1 DP Leg. stoczyły przegraną potyczkę z wojskami niemieckimi, w wyniku której zmuszone zostały do wycofania się na południe powiatu.
W trakcie okupacji, w wyniku donosów, Gestapo dokonało 23 lipca 1942 aresztowania 6 mieszkańców (straconych następnie w Łukowie), a 11 stycznia 1943 pacyfikacji wsi, w wyniku której na miejscu zabito 7 osób.
1 sierpnia 1953 roku mieszkańcy wsi zostali wysiedleni na tereny ówczesnego województwa olsztyńskiego. Obecnie na gruntach dawnego Jagodnego mieści się poligon akademicki Lotniczej Akademii Wojskowej w Dęblinie.